# Катас-Алтас
Катас-Алтас (порт. Catas Altas) — муниципалитет в Бразилии, входит в штат Минас-Жерайс. Составная часть мезорегиона Агломерация Белу-Оризонти. Входит в экономико-статистический микрорегион Итабира. Население составляет 4555 человек на 2006 год. Занимает площадь 240,223 км². Плотность населения — 19,0 чел./км².

## История
Город основан 8 декабря 1703 года.

## Статистика
- Валовой внутренний продукт на 2003 год составляет 12 726 920,00 реалов (данные: Бразильский институт географии и статистики).
- Валовой внутренний продукт на душу населения на 2003 год составляет 2885,27 реалов (данные: Бразильский институт географии и статистики).
- Индекс развития человеческого потенциала на 2000 год составляет 0,756 (данные: Программа развития ООН).

## География
Климат местности: горный тропический.

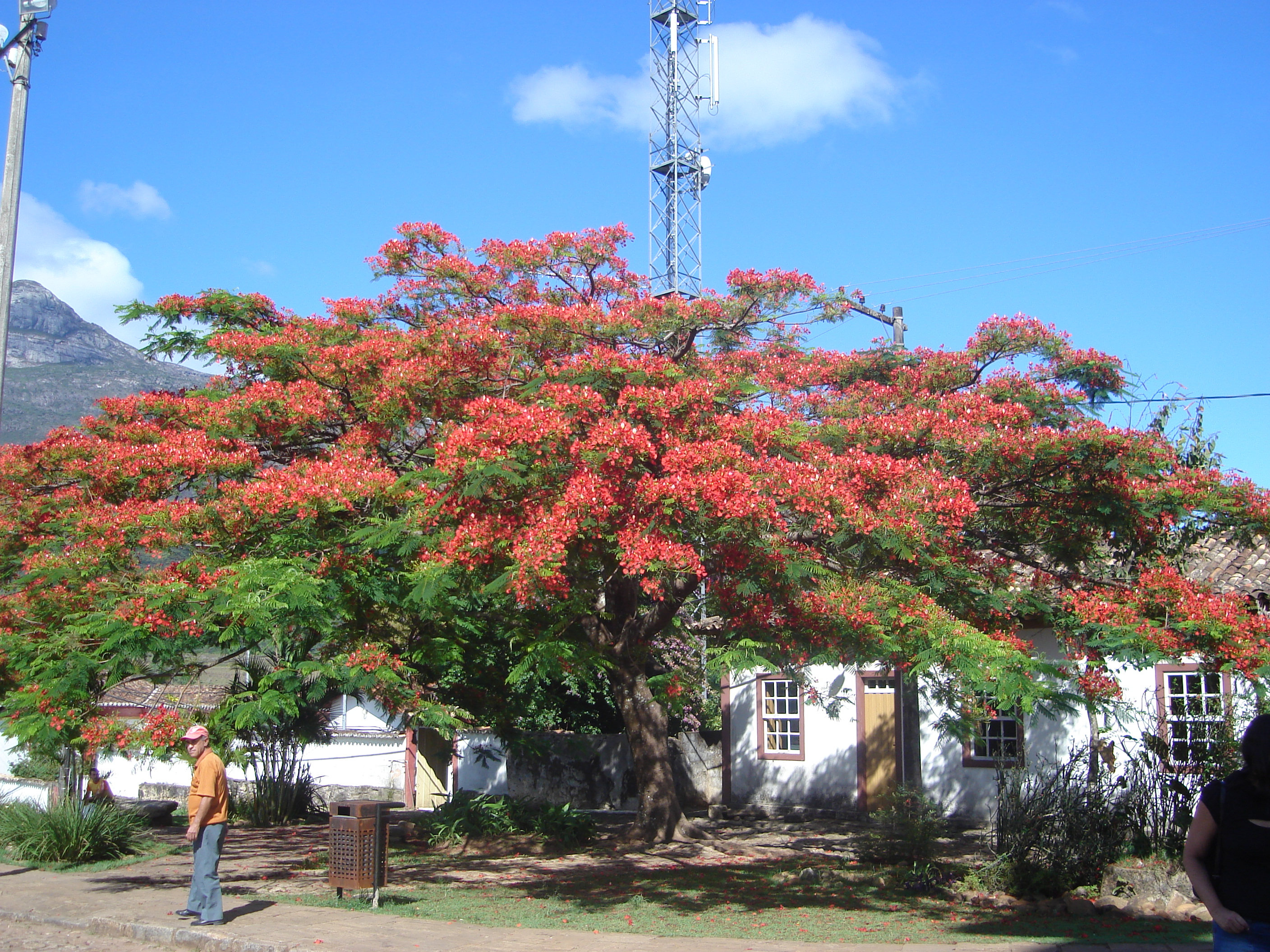

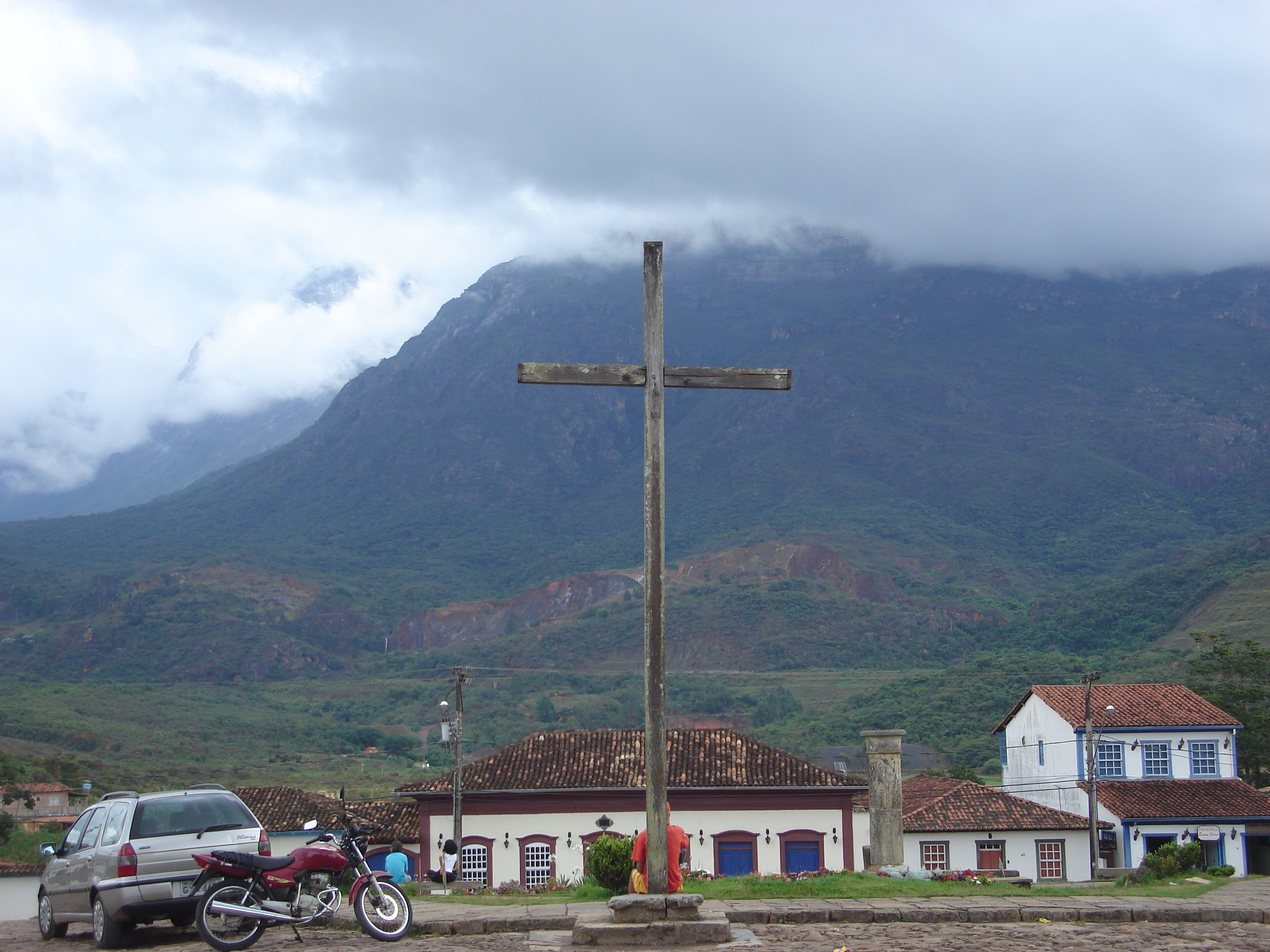